# Portsmouth Harbor Light
Das Portsmouth Harbor Lighthouse ist ein Leuchtturm in Fort Constitution in New Castle, New Hampshire, USA. Er liegt nahe der Fort Constitution Historic Site. 
Der Turm wurde 1771 erbaut und war der zehnte von elf Leuchttürmen, die vor dem Amerikanischen Unabhängigkeitskrieg gebaut wurden. Der erste Turm war aus Holz aufgeschichtet und mit einer Eisenlaterne und einem Kupferdach ausgestattet. Als Leuchtquelle dienten drei kupferne Öllampen.
1804 wurde ca. 91 m östlich des Turms von 1771 ein 24 m hoher achteckiger Holzturm errichtet, der den alten ersetzte. Im Jahr 1851 wurde dieser Turm auf 17 m verkürzt. Drei Jahre später, also 1854, wurde der Turm mit einem Fresnel-Objektiv (4. Ordnung) ausgestattet.
1878 wurde ein neuer, 15 m hoher Turm aus Gusseisen und Ziegelstein auf dem gleichen Fundament wie der Turm von 1804 errichtet. Als der neue Turm erbaut war, wurden die umgebenden Bauten des Turmes von 1804 entfernt. Das Leuchtfeuer ist ein feststehendes grünes Signal, das 12 Seemeilen weit sichtbar ist (22 Kilometer). Das Licht wird grün durch einen Acrylzylinder, der das Objektiv umgibt. Weitere Gebäude am Leuchtturm, die noch stehen, sind das Ölhaus von 1903 (wiederhergestellt 2004) und das Wächterhaus (1872), das zur Zeit von der US-Küstenwache als Bürogebäude genutzt wird.